# Polskie Towarzystwo Pediatryczne

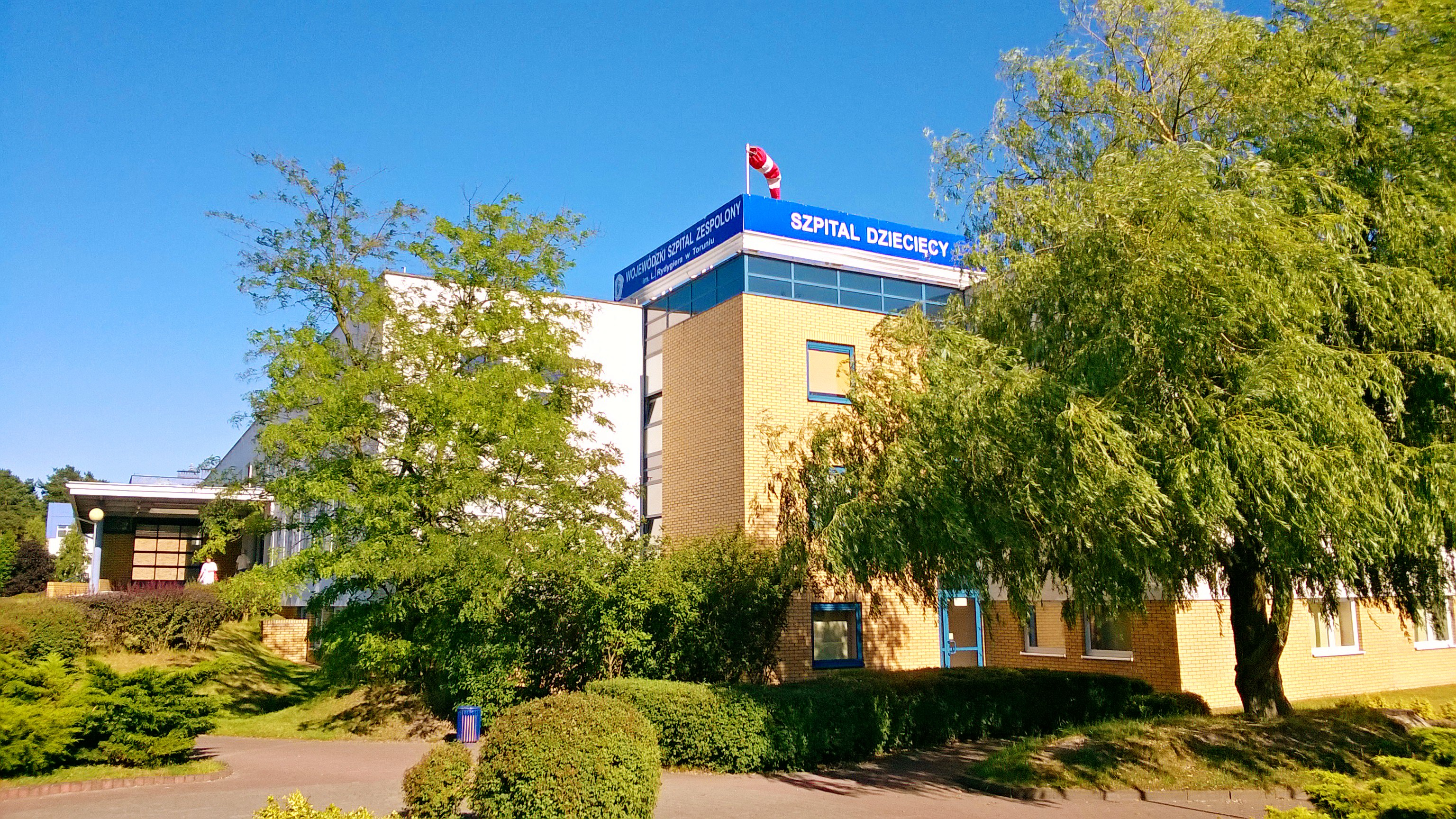
Wojewódzki Szpital Zespolony – Szpital Dzieci i Dorosłych w Toruniu, w którym mieści się oddział regionalny PTP

Polskie Towarzystwo Pediatryczne (PTP) – polskie towarzystwo naukowe specjalistyczne założone w 1908 w Łodzi.

## Historia
Początkowo utworzone z inicjatywy doktora Józefa Brudzińskiego jako Sekcja Lekarzy Pediatrów przy Łódzkim Towarzystwie Lekarskim. Inauguracyjne posiedzenie sekcji pediatrycznej odbyło się 24 października 1908 r. Przewodniczącym został wybrany dr Józef Brudziński i pełnił tę funkcję do listopada 1910 roku, czyli do czasu przeniesienia się do Warszawy. Następnym przewodniczącym sekcji był do połowy 1911 roku dr Jasiński, a od drugiej połowy 1911 roku dr Władysław Szenajch.
Druga podobna sekcja, również z inicjatywy dr Brudzińskiego, powstała w Warszawie przy Warszawskim Towarzystwie Lekarskim w roku 1910. Zgodnie z ustawą Towarzystwa Lekarskiego w Warszawie sekcja pediatryczna nosiła nazwę "Posiedzenie pediatrów przy Towarzystwie Lekarskim Warszawskim". Członkami sekcji mogli być tylko członkowie Towarzystwa Lekarskiego, a działalność sekcji musiała być ograniczona tylko do prac objętych ustawą i regulaminami właściwymi dla Towarzystwa Lekarskiego. Inauguracyjne posiedzenie sekcji pediatrycznej odbyło się 20 stycznia 1910 roku, a przewodniczącym został Ludwik Anders. Zebrania odbywały się regularnie raz w miesiącu, z przeciętną frekwencją 25 osób.
Dnia 19 marca 1917 r. został zatwierdzony statut nowego Specjalistycznego Stowarzyszenia pod nazwą Polskie Towarzystwo
Pediatryczne, ale władze niemieckie ograniczyły teren działalności Towarzystwa tylko do Warszawy i jej okolic.
W latach 1938–1947 prezesem był prof. Karol Jonscher (młodszy).
Z preambuły do Statutu PTP:
"Zadaniem pediatrii jest sprawowanie wszechstronnej opieki medycznej nad dziećmi i młodzieżą. Skuteczna realizacja tego celu w Rzeczypospolitej Polskiej uwarunkowana jest ścisłym współdziałaniem lekarzy pediatrów, którzy akceptując i urzeczywistniając zasadę o niezbywalnej jedności medycyny wieku rozwojowego, zrzeszają się w Polskim Towarzystwie Pediatrycznym"
Celem Towarzystwa jest (p. statut PTP): 
1. upowszechnianie wiedzy medycznej ze szczególnym uwzględnieniem medycyny wieku rozwojowego,
2. współudział w tworzeniu programów dla możliwie najlepszego zabezpieczenia opieki zdrowotnej oraz ochrony interesów dzieci i młodzieży,
3. podnoszenie poziomu naukowego i kwalifikacji zawodowych lekarzy pediatrów,
4. szerzenie zasad deontologii i etyki zawodowej oraz dbałość o ich przestrzeganie,
5. reprezentowanie interesów ogółu polskich lekarzy pediatrów,
6. nawiązywanie i podtrzymywanie międzynarodowej współpracy w zakresie medycyny wieku rozwojowego.

## Oddziały regionalne
W skład PTP wchodzą następujące Oddziały:
1. Oddział Białopodlaski
2. Oddział Białostocki
3. Oddział Bydgoski
4. Oddział Częstochowski
5. Oddział Dolnośląski
6. Oddział Gdański (Pomorski - w trakcie zmiany nazwy)
7. Oddział Gorzowski
8. Oddział Kielecki
9. Oddział Krakowski
10. Oddział Lubelski
11. Oddział Łódzki
12. Oddział Olsztyński
13. Oddział Opolski
14. Oddział Poznański
15. Oddział Radomski
16. Oddział Rzeszowski
17. Oddział Siedlecki
18. Oddział Szczeciński (Zachodniopomorski - w trakcie zmiany nazwy)
19. Oddział Śląski
20. Oddział Toruński
21. Oddział Warszawski
22. Oddział Włocławski
23. Oddział Zielonogórski

Obecnym prezesem Polskiego Towarzystwa Pediatrycznego jest prof. dr hab. med. Teresa Jackowska.
Polskie Towarzystwo Pediatryczne wydaje czasopisma:
- Pediatria Polska (ukazuje się od 1921 r.)[1]
- Przegląd Pediatryczny (ukazuje się od 1908 r.)[2]